# Мо Янь
Мо Янь (кит.: 莫言, Mò Yán; нар. 17 лютого 1955, Шаньдун, Китайська Народна Республіка) — сучасний китайський письменник, почесний доктор філології Відкритого університету Гонконгу. 2012 року нагороджений Нобелівською премією з літератури за «галюцинаторний реалізм, що поєднується з народними казками, історією та сучасністю».

## Життєпис

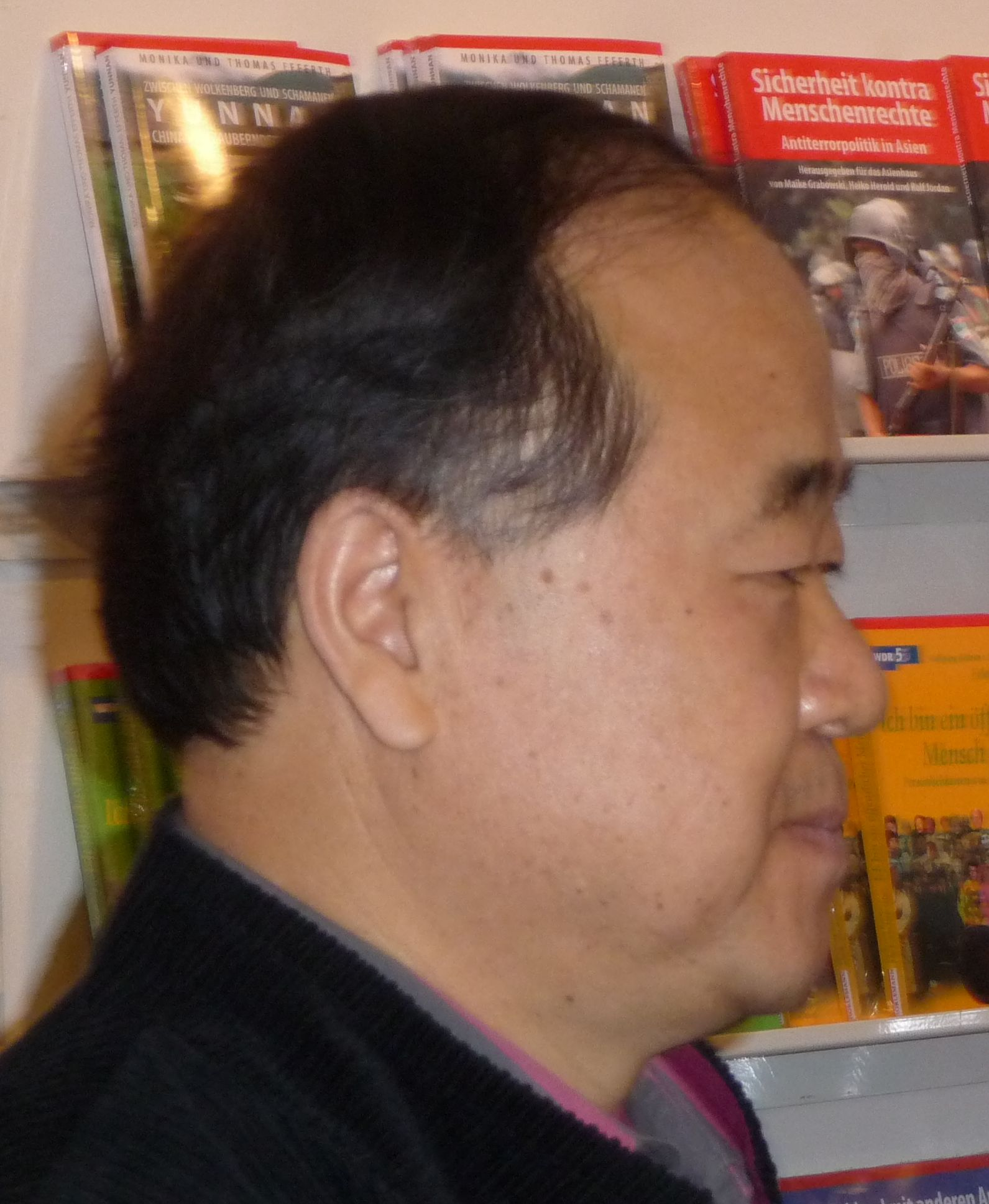
Мо Янь на Франкфуртському книжковому ярмарку (2009)

Мо Янь народився в провінції Шаньдун в селянській родині. Під час Культурної революції покинув школу й пішов працювати на фабрику. У двадцять років вступив до Народно-визвольної армії Китаю. Вже в армії почав писати. Перші публікації, що привернули увагу критиків, з'явилися в 1980-ті роки. У 1981 році опублікував свої твори: «Дощ весняної ночі», «Суха ріка», «Народна музика», «Осінні води» та ін. 
З 1984 року почав викладати літературознавство в Армійській академії культури. 1986 року закінчив Вищу школу мистецтв Народно-визвольної армії Китаю. За межами Китаю відомий насамперед як автор роману, за яким було знято фільм «Червоний гаолян». Цей роман, що складається з циклу новел, був опублікований 1987 року. Роман належить до так званої «літератури пошуків коріння» (кит.: 寻根文学). 
У 1991 році Мо Янь завершив навчання в аспірантурі Літературного інституту Лу Сіня Пекінського педагогічного університету. Він отримав ступінь магістра у напрямку літератури та мистецтва. У 1997 році письменник отримав найвищу літературну нагороду «Премія великих письменників» за написання твору «Пишні груди жирні сідниці». Призовий фонд склав 100 тис. юанів. У цьому ж році автор покинув армію. Він почав працювати в газеті «Цзяньча жибао». Мо Ян активно працював над створенням сценарієв для телебачення та великого кіно.
Твори Мо Яня за стилістикою споріднені з романами магічного реалізму. Для творів Мо Яня характерне доволі розкуте трактування таких проблем, як сексуальність, влада, політика. Життя сучасного Китаю автор описує без прикрас і замовчувань, хоча цензурних втручань його твори досі зазнали лише одного разу (у творі «Велика грудь, широкі стегна»). Мо Янь у своїх творах часто вдається до елементів іронії й гумору.
Мо Янь — це псевдонім, у перекладі з китайської означає «мовчи». Справжнє ім'я — Гуань Моє (кит.: 管谟业).
Твори Мо Яня перекладені більш ніж десятьма мовами, включаючи англійську, французьку, німецьку, норвезьку та українську.

## Творчість
У 2000 році тижневик «Asiaweek» включив твір «Червоний гаолян» письменника до переліку 100 кращих китайських творів XX століття. У 2001 році роман письменника «Сандалова страта» визнаний найкращою книгою року за версією тайванської газети «Ланьхебао». У 2003 році цей роман отримав літературну нагороду «Дінцзюнь», яка проходить кожні 2 роки. У 2005 році книга «41 гармата» отрима другу медіа-премію за найвищі досягнення у літературній творчості. Письменник став доктором літератури Відкритого університету Гонконгу. У 2006 році вийшла перша глава роману «Смертельна втома». Вона отримала значний приз азійської культури Фукуока. 
15 грудня 2006 року опубліковану перелік найбагатших письменників Китаю. Мо Янь увійшов до 20-ки з доходом 3,45 млн. юанів. Цим автор привернув загальну увагу публіки по всьому світу.
У липні 2007 року було опубліковану збірку есе: «Говори, Мо Янь!». Ця збірка складається з трьох томів. У ній повністю показаний світогляд письменника. У 2008 році роман «Втома життя і смерті» була удостоєна найвищої літературної премії «Сон червоного палацу». Роман «41 гармата» потрапив до Сьомого конкурсу літературної премії Мао Дуня. У грудні 2009 року вперше було опубліковано роман «Жаба». У ньому застосований новий літературний підхід, який привернув увагу читачів. Роман має унікальну структуру. Він складається з чотирьох листів, у яких сільські акушерки описують своє життя. Крізь призму цих подій показано, що відбувається у світі. Висвітлюються проблеми та болі цілого покоління. Кожен роман письменника відображає реалістичну картину китайського життя. 
10 грудня 2012 року в Концертному залі Стокгольма відбулася церемонія вручення Нобелівської премії. Письменник Мо Янь офіційно став лауреатом Нобелівської премії з літератури за 2012 рік. Коли письменник повернувя до Пекіну, він сказав, що така нагорода може стати справжніми кайданами для творчої людини. Щоб запобігти такому результату, необхідно постійно творити та писати нові твори. 8 грудня Мо Янь виступив з лекцією «Людина, яка розповідає історії» у Шведській академії.

## Відгуки
2005 року американський журнал «Time» писав про Мо Яня:
Ніхто не може закинути Мо Яню, що він мислить не масштабно. У десятках оповідань і романів він описує бурхливі роки минулого століття в Китаї, використовуючи для цього гостру сатиру і магічний реалізм. І це зробило його одним з найвідоміших і найчастіше заборонених китайських письменників, якого читають з порушенням авторських прав.
Китайський художник Ай Вейвей, опозиційно налаштований до правлячого режиму, критично відгукнувся на присудження Нобелівської премії Мо Яню:
Він (Мо Янь), можливо, й гарний письменник, але це не той інтелектуал, який може представляти сьогоднішній Китай.
Китайський письменник і правозахисник Ю Джи також виступив з різкою критикою рішення Нобелівського комітету на сайті Пен-клубу:
Гадаю, що Нобелівська премія не може присуджуватися тому, хто прославляв Мао Дзедуна, байдуже наскільки популярні його твори.

## Переклади українською
- Оповідання «Геній» (з китайської переклала Євгенія Красикова)[10][11]
- Червоний ґаолян: історія одного роду (пер. з китайської Надії Кірносової). — Харків: Фоліо, 2015. — 638 с.
- Країна вина (пер. з китайської М. Савченко). — Харків: Фоліо, 2015. — 524 с.
- Країна вина (пер. з китайської М. Савченко). — Харків: Фоліо, 2015. — 524 с.
- Уривок із роману «Жаба» (пер. з англійської І. Павлюк). // Всесвіт. — 2018. — № 1-2. — С. 47-68.

## Вибрані твори
- Кришталева ріпа (透明的红萝卜 Tòumíng de hóng luóbo), 1986
- Червоний гаолян (红高粱家族 Hóng gāoliang jiāzú), 1987
- Тринадцять кроків (十三步 Shisan bu), 1988
- Тринадцять розділів радості (欢乐十三章 Huanle shisan zhang), 1989
- Часниковий бунт (天堂蒜薹之歌 Tiantang suantai zhi ge), 1989[12]
- Країна вина (酒国 Jiuguo), 1993
- Клан травоїдів (食草家族 Shicao jiazu), 1993
- Великі груди, широкі стегна (丰乳肥臀 Fengru feitun), 1996
- Червоний ліс (红树林 Hong shulin), 1999
- Пересичення (生死疲勞 Shengsi pilao), 2008

## Примітки

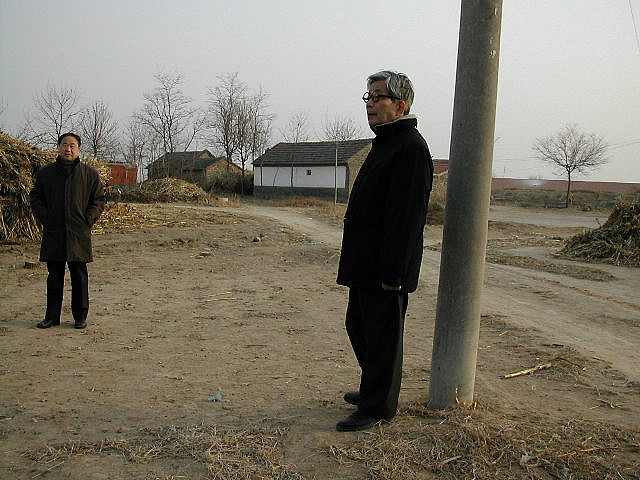
Мо Янь (ліворуч) разом з Кендзабуро Ое у рідному селі (2005)